# Listopad EP
Listopad EP – minialbum polskiej raperki Wdowy. Wydawnictwo ukazało się 3 grudnia 2013 roku nakładem wytwórni muzycznej Alkopoligamia.com w dystrybucji Fonografiki. Materiał został w całości wyprodukowany przez Fleczera. Miksowanie i mastering nagrań wykonali, odpowiednio Szogun i Noon.
Album dotarł do 37. miejsca zestawienia OLiS.

## Lista utworów
Opracowano na podstawie materiału źródłowego.
1. „Intro” (produkcja: Fleczer) – 2:14
2. „Listopad” (produkcja: Fleczer) – 3:27
3. „Kim jestem” (gościnnie: DJ Spox, produkcja: Fleczer) – 3:30
4. „To co jest walką” (produkcja: Fleczer) – 3:55
5. „Deszczowa piosenka” (produkcja: Fleczer) – 4:05
6. „Pięści” (produkcja: Fleczer) – 4:19
7. „Szczęście” (produkcja: Fleczer) – 4:34
8. „Outro” (produkcja: Fleczer) – 2:12